# Leonid Sirotinski
Leonid Ivanovitch Sirotinski (Леонид Иванович Сироти́нский) (16/28 avril 1879-1970) est un scientifique russe, fondateur de l'école de Moscou des techniques de  hautes tensions et docteur en sciences techniques.

## Biographie
Sirotinski naît en 1879 à Nikolaïev dans le gouvernement de Kherson. Après le lycée, il termine deux cours à l'université de Saint-Pétersbourg, mais il est renvoyé en 1899 pour avoir participé à des manifestations estudiantines; il part donc en Belgique étudier à l'institut d'électrotechnique de Liège.
De retour en 1903 en Russie, il travaille jusqu'en 1906 à Moscou à l'usine d'électromécanique (future usine Dynamo). En 1907-1928, il enseigne à l'école mécanico-technique de la Société de diffusion des connaissances techniques (devenu en 1921 l'institut pratique électrotechnique).
En 1918-1958, il enseigne et fait des recherches à l'institut de génie énergétique de Moscou (institut Molotov) et parallèlement de 1921 à 1958 à l'institut d'électrotechnique d'URSS, dont il est cofondateur. En 1931, il met en place à l'institut Molotov une chaire et un laboratoire de recherches sur les techniques de hautes tensions. Sous la direction de Sirotinski, ce sont ici quinze thèses de candidats au doctorat et de doctorat qui sont défendues. Il est nommé professeur consultant de l'institut d'électronique d'URSS en 1958.
Il est l'auteur d'un manuel en trois tomes intitulé La Technique de hautes tensions (1939-1945). Pendant de nombreuses années, il a été membre du Conseil électrotechnique central (CES), a participé aux examens et expertises des centrales électriques du district du Dniepr, et des réseaux électriques du Donbass. Il a fait de même pour la chaîne de centrales électriques (dite cascade) le long de la rivière Svir. Il était membre du présidium de la Société d'électrotechnique, président de la section des centrales électriques du MONITOE, premier président de la Société scientifique et technique de l'institut de génie énergétique de Moscou.

### Vie privée
Il a épousé à Bruxelles en 1903 la scientifique Nina Vedeneyeva connue sur les bancs de l'université dont il a un fils, Evgueni. Le couple divorce en 1919. Il meurt en 1970 à Moscou et il est enterré au cimetière Vagankovo (2e division).

## Distinctions
- Prix Staline de IIIe classe (1951)
- Prix Lénine (1962) pour la fondation de lignes à haute tension de 500 kw de courant alternatif
- Scientifique émérite de la RSFSR
- Deux ordres de Lénine (1947)
- Ordre du Drapeau rouge du Travail
- Ordre de l'Insigne d'honneur
- Diverses médailles